# Геосхема ООН

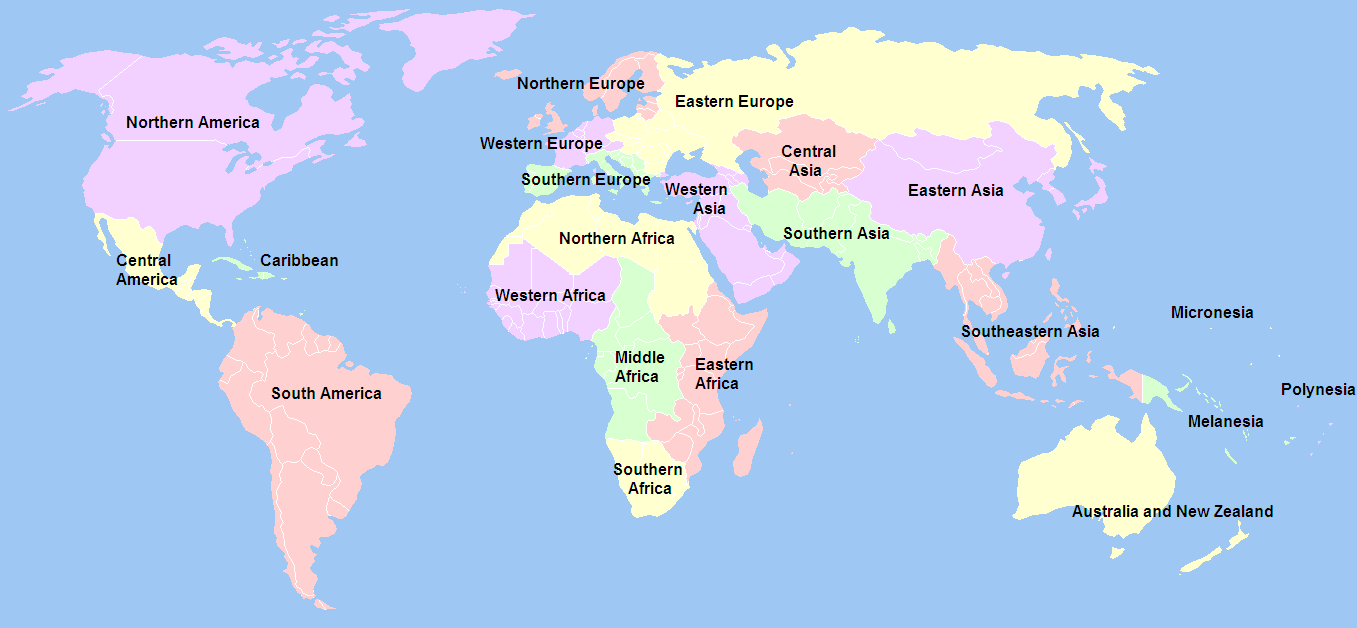
Розбиття мапи світу на регіони та субрегіони, яке побутує в Організації Об'єднаних Націй заради статистичних цілей. Антарктика відсутня.

Геосхема ООН — система, за якою країни світу утворюють макрогеографічні регіональні та субрегіональні групи. Цю систему розробив Статистичний відділ ООН ґрунтуючись на системі кодування UN M.49.
Схема зроблена задля статистичного аналізу і складається з макрогеографічних регіонів, на які поділені материки. в межах цього розбиття поділ на менші географічні регіони, а також вибрані економічні та інші угрупування, дозволяє здійснювати детальний аналіз. Статистичний відділ ООН зауважує, що «віднесення країни чи території до тієї чи іншої групи зроблене, щоб полегшити статистичну обробку, а не за політичними чи якимись іншими мотивами».
Серед інших розподілів є регіональна класифікація Світового банку, Всесвітня книга фактів та ICANN Geographic Regions.

## Список регіонів і субрегіонів
- Африка — див. також: субрегіони Африки (ООН)
  - Східна Африка (Ніл)
  - Центральна Африка (Конго)
  - Північна Африка (Сахара)
  - Південна Африка (Калахарі)
  - Західна Африка (Нігер)
- Америка — див. також: Субрегіони Америки (ООН)
  - Латинська Америка і Кариби
    - Південна Америка
    - Кариби *
    - Центральна Америка *

  - Північна Америка *

* Ці три субрегіони разом формують материк Північна Америка.
- Азія ** — Див. також: Субрегіони Азії (ООН)
  - Центральна Азія
  - Східна Азія
  - Південна Азія
  - Південно-Східна Азія
  - Західна Азія
- Європа ** — див. також: Субрегіони Європи (ООН)
  - Східна Європа — ООН включає Північну Азію (азійську частину Росії) в цей субрегіон
  - Північна Європа
  - Південна Європа
  - Західна Європа

** Ці дві частини світу утворюють материк Євразія, який не є регіоном ООН.
- Океанія — див. також: Субрегіони Океанії (ООН)
  - Австралія і Нова Зеландія
  - Меланезія
  - Мікронезія
  - Полінезія